# Cephalaeschna xixiangensis
Cephalaeschna xixiangensis là loài chuồn chuồn trong họ Aeshnidae. Loài này được Zhang mô tả khoa học đầu tiên năm 2013.